# NGC 4092
NGC 4092 је спирална галаксија у сазвежђу Береникина коса која се налази на NGC листи објеката дубоког неба.
Деклинација објекта је + 20° 28' 39" а ректасцензија 12h 5m 50,2s. Привидна величина (магнитуда) објекта NGC 4092 износи 13,5 а фотографска магнитуда 14,3. NGC 4092 је још познат и под ознакама UGC 7087, MCG 4-29-20, CGCG 128-23, IRAS 12032+2045, PGC 38338.